# 飛越贝弗利
《飞跃贝弗利》（英語：Beverly Hills, 90210）是由美國斯佩林電視台製作，於1990年至2000年在FOX電視網播出的青少年電視連續劇。
故事關於一群住在加州贝弗利的有錢青年從高中、大學到出社會，彼此之間的友情、愛情與親情，人物關係錯綜複雜，主要角色是一對龍鳳胎布蘭登及布蘭達。片名的「90210」為比佛利的郵遞區號。
1992年，中華電視公司將該節目引進台灣，訂定中文名稱為「飛越比佛利」，以國語配音於當時每週日14:00在兩個戶外綜藝節目《百戰百勝》和《滾球大戰》中間播出。
新版的翻拍导致老版也受到关注，在解释老版的译名时候和新版一样有多种写法分别是：飛躍比佛利、飞躍比弗利、飞越比佛利、飞越比弗利。

## 人物

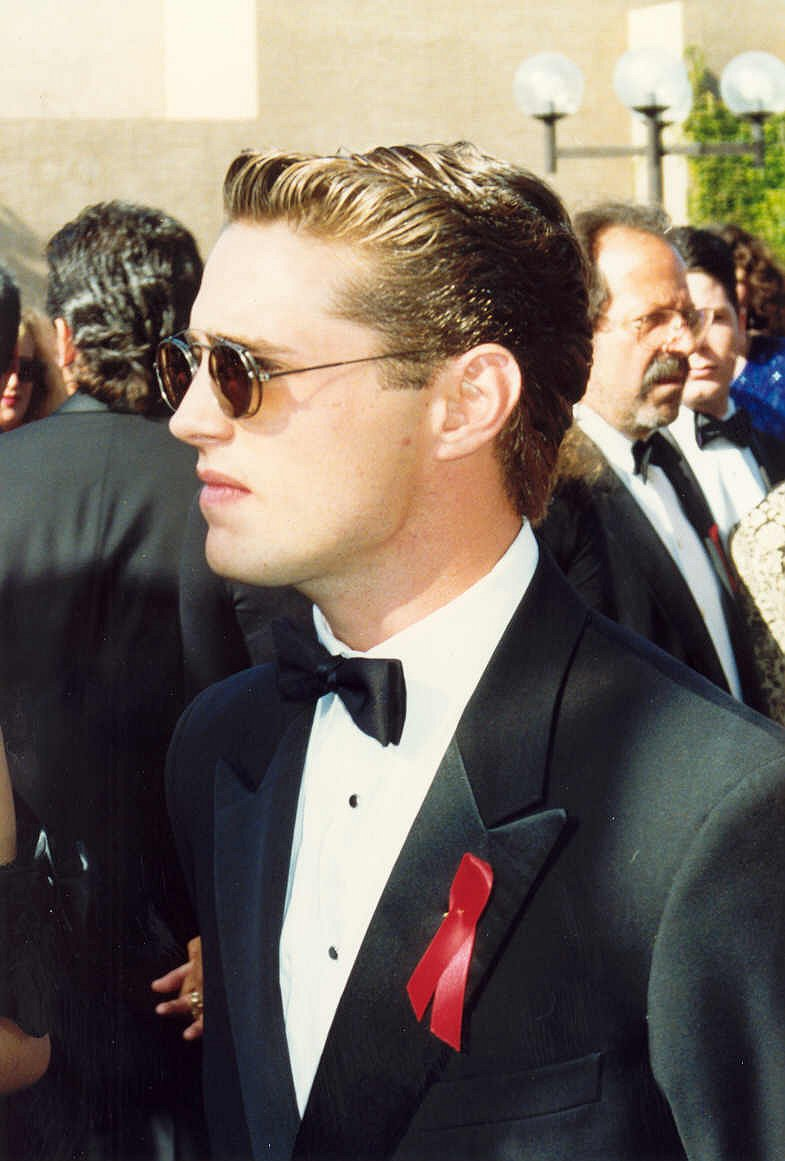
阿倫

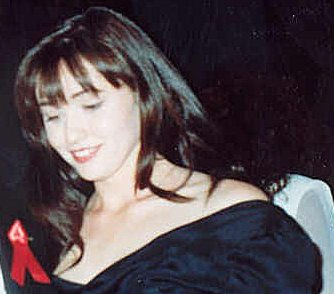
阿蘭

| 角色              | 演出人員           | 演出人員 | 演出人員   | 演出人員                                                           |
| 角色              | 演員               | 台配     | 日配       | 敘述                                                               |
| ----------------- | ------------------ | -------- | ---------- | ------------------------------------------------------------------ |
| 布蘭登（Brandon） | 傑森·普雷斯利      | 于正昇   | 中原茂     | 與布蘭達是雙胞胎兄妹。有正義感，擅長籃球。跟凱莉、安琪拉有交往。   |
| 布蘭達（Brenda）  | 莎儂·多赫提        | 王中璇   | 小金澤篤子 | 與布蘭登是雙胞胎兄妹，跟狄恩有交往，後來狄恩移情別戀跟凱莉在一起。 |
| 凱莉（Kelly）     | 珍妮·加斯          | 李直平   | 松本梨香   | 金髮美女，個性主動，有愛亂花錢的壞習慣                             |
| 史提夫（Steve）   | 伊恩·齊爾林        | 官志宏   | 堀内賢雄   | 有錢的闊少                                                         |
| 安琪拉（Andrea）  | 姬比奧·卡達尼斯    | 許淑嬪   | 水谷優子   | 暗戀布蘭登的大嘴美女。                                             |
| 狄恩（Dylan）     | 路克·派瑞          | 于正昌   | 小杉十郎太 | 有抬頭紋，最早與布蘭達交往，後來移情別戀跟凱莉在一起。             |
| 大衛（David）     | 布萊恩·奧斯汀·格林 | 劉傑     | 佐佐木望   | 能歌善舞，跟唐娜是公認的一對。                                     |
| 唐娜（Donna）     | 朵莉.斯貝爾林      | 馮友薇   | 安達忍     | 跟大衛交往，兩人是公認的一對。                                     |

## 外部連結
- The Beverly Hills 90210 Directory （页面存档备份，存于）
- SOAPnet 90210 Page.
- Official DVD Release Home page.